# Гребля Бурумі

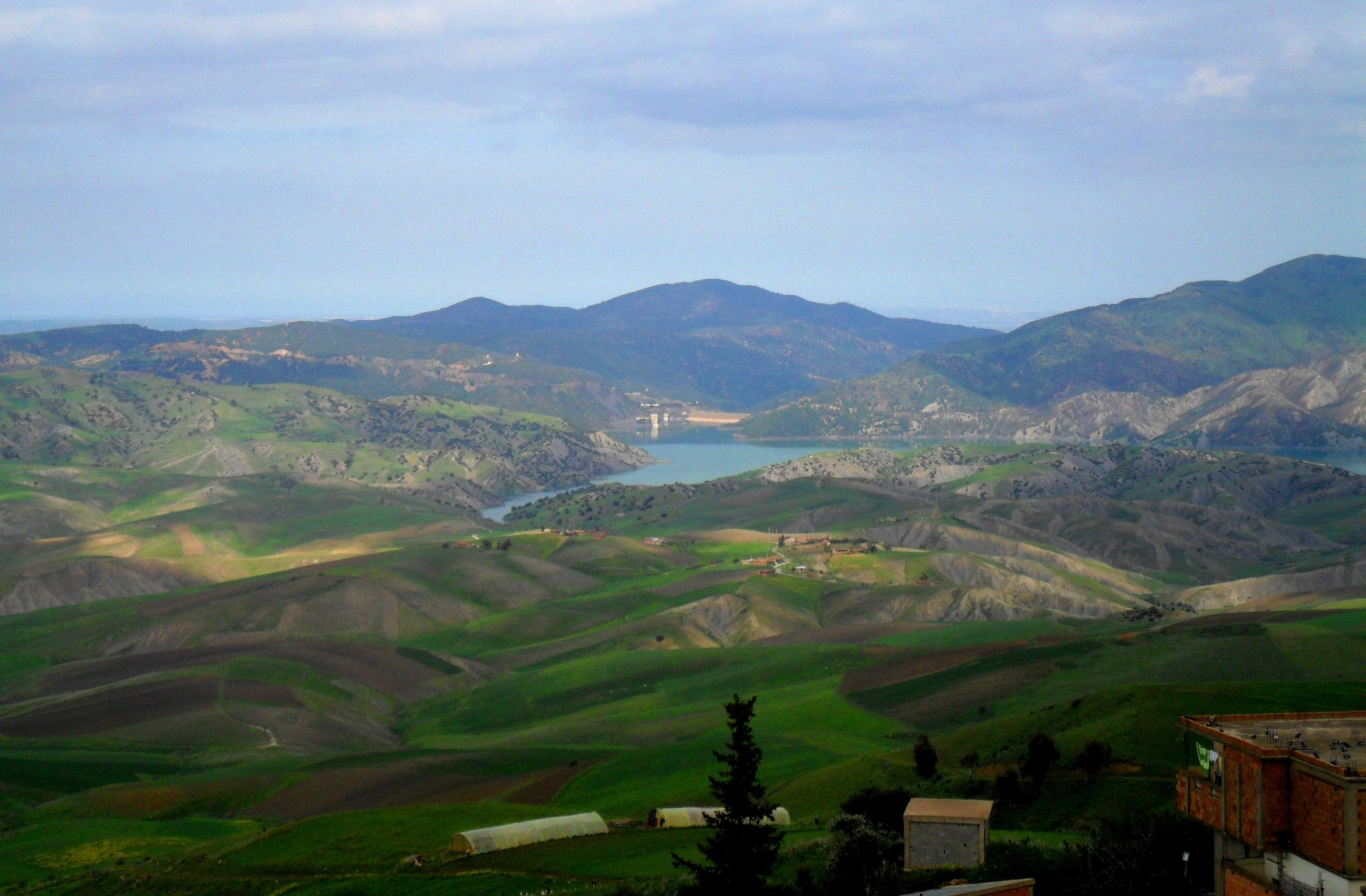
Вид на водосховище греблі

Гребля Бурумі (Bouroumi) – гідротехнічна споруда на півночі Алжиру.
Греблю спорудили в 1979 – 1985 роках на уеді Бурумі, правій притоці уеду Джер (Djer) – лівого витоку уеду Мазафран, що впадає до Середземного моря за два десятки кілометрів на захід від міста Алжир. Також сховище отримує додатковий ресурс з уеду Чіффа (Chiffa) – правого витоку уеду Мазафран, для перекидання якого до сточища Бурумі споруджений тунель. Водозбірний басейн споруди складає 215 (за іншими даними – лише 150)  км2, а її головним призначенням є іригація та водопостачання.
В межах проєкту долину уеду перекрили земляною греблею висотою 98 метрів та довжиною 340 метрів. Два водоскиди греблі мають поріг на рівні 323,2 метра НРМ та здатні пропускати під час повені по 323 м3/с.
Гребля утворила водосховище об’ємом 188 млн м3 з нормальним рівнем поверхні на позначці 323,2 метра НРМ. Станом на 2004 рік унаслідок замулення цей показник скоротився до 182 млн м3. Під час повені рівень може зростати до 327 метрів НРМ, що дає додатковий об’єм у 25,6 млн м3.